# Milano-Torino 1956
La Milano-Torino 1956, quarantaduesima edizione della corsa, si svolse l'11 marzo 1956 su un percorso di 225 km. La vittoria fu appannaggio dello svizzero Ferdi Kübler, che completò il percorso in 5h48'45", precedendo il belga Germain Derycke e l'italiano Roberto Falaschi.
I corridori che tagliarono il traguardo di Torino furono 93.

## Ordine d'arrivo (Top 10)
| Pos. | Corridore         | Squadra       | Tempo    |
| ---- | ----------------- | ------------- | -------- |
| 1    | Ferdi Kübler      | Carpano-Coppi | 5h48'45" |
| 2    | Germain Derycke   | Faema-Guerra  | s.t.     |
| 3    | Roberto Falaschi  | Lygie         | s.t.     |
| 4    | Agostino Coletto  | Fréjus        | s.t.     |
| 5    | Nello Fabbri      | Legnano       | s.t.     |
| 6    | Guido Messina     | Fréjus        | s.t.     |
| 7    | Pietro Nascimbene | Carpano-Coppi | s.t.     |
| 8    | Nino Defilippis   | Bianchi       | s.t.     |
| 9    | Stefano Gaggero   | Carpano-Coppi | s.t.     |
| 10   | Joseph Schils     | Faema-Guerra  | s.t.     |